# LSV Kittlitztreben
Der Luftwaffen Sportverein Kittlitztreben war ein kurzlebiger Sportverein im Deutschen Reich mit Sitz im heutigen polnischen Dorf Trzebień, in welchem sich auch ein Munitionslager sowie ein Flugplatz der Luftwaffe befanden.

## Geschichte
Die Mannschaft stieg zur Saison 1943/44 in die Gauliga Niederschlesien auf und wurde dort in die Gruppe Görlitz/Liegnitz und wiederum dort in die Staffel Görlitz eingegliedert. Am Ende dieser ersten Saison landete der LSV mit 3:17 Punkten auf dem sechsten und damit letzten Platz. In der Saison 1944/45 wurde der Spielbetrieb in der Gruppe des LSV gar nicht mehr aufgenommen. Spätestens am Ende des Zweiten Weltkriegs wurde der Verein dann auch aufgelöst.